# 清宮殘夢
《清宮殘夢》是1975年香港電視廣播有限公司的一部電視劇，為一描述滿清皇朝末期狀況的港劇，黃蕙芬、張之珏、汪明荃主演，鍾景輝編導。1975年3月31日開始於無線電視翡翠台《翡翠劇場》欄目裡播映，由光緒帝奉西太后（慈禧太后）之命選妃開始，故事歷百日維新、義和團之亂、八國聯軍之役及孫中山先生起革命等事件，至光緒帝及慈禧太后死亡為止。

## 主要演員
- 黃蕙芬 飾 慈禧太后
- 張之珏 飾 光緒帝
- 汪明荃 飾 珍妃
- 梁　天 飾 李蓮英
- 蘇杏璇 飾 隆裕皇后
- 鄭子敦 飾 翁同龢
- 黃宗保 飾 王商
- 盧海鵬 飾 崔玉貴
- 程可為 飾 瑾妃
- 孫必勝（孫中山的曾姪孫） 飾 孫中山
- 羅國維 飾 譚嗣同
- 李志中 飾 楊深秀
- 張活游 飾 張蔭桓
- 伍衛國 飾 陸皓東
- 駱　恭 飾 李鴻章
- 陳有后 飾 榮祿
- 鄒世孝 飾 剛毅
- 吳孟達 飾 小德張
- 高妙思 飾 元喜
- 莊文清 飾 春壽

## 劇集歌曲
主題曲《清宮怨》
- 作曲:顧嘉煇
- 填詞:葉紹德
- 主唱:張之珏及汪明荃合唱

插曲《許願》
- 作曲:顧嘉煇
- 填詞:狄光
- 主唱:汪明荃版本
張之珏版本

插曲《遊園曲》
- 作曲:顧嘉煇
- 填詞:狄光
- 主唱:汪明荃及張之珏合唱

插曲《灜台怨》
- 作曲:顧嘉煇
- 填詞:狄光
- 主唱:張之珏

插曲《冷宮怨》
- 作曲:顧嘉煇
- 填詞:狄光
- 主唱:汪明荃

插曲《憶珍妃》
- 作曲:顧嘉煇
- 填詞:狄光
- 主唱:張之珏

## 電視節目的變遷
| 英屬香港無綫電視翡翠台 逢星期一至五 18:50-19.25 | 英屬香港無綫電視翡翠台 逢星期一至五 18:50-19.25 | 英屬香港無綫電視翡翠台 逢星期一至五 18:50-19.25 |
| ----------------------------------------------- | ----------------------------------------------- | ----------------------------------------------- |
|                                                 | 翡翠劇場 清宮殘夢 （1975.3.31 - 1975.5.30）     |                                                 |
| 長白山上 （1975.2.3 - 1975.3.28）               | 巫山盟 （1975.6.2 - 1975.7.4）                  |                                                 |